# Juvelbuske
Juvelbuske (Cestrum fasciculatum) är en art i familjen potatisväxter från Mexiko. Odlas ibland som krukväxt.
Städsegrön buske som blir upp till 3 m. Blommorna kommer i toppställda klasar på årsskotten. De är rörformiga och ca 2,5 cm långa och purpurrosa.

## Synonymer
- Cestrum spigelioides Zuccarini ex Francey
- Habrothamnus fasciculatus (Schltdl.) Endl.
- Meyenia fasciculata Schltdl.

## Odling
Odlas i kruka i Sverige. Behöver full sol till partiell skugga. Jorden bör vara näringsrik och väldränerad. Den skall hållas fuktig året om och växten tycker inte om att torka ut. Ge näring under vår och sommar.
På våren skärs plantorna tillbaka till 4-6 knoppar på fjolårsskottet för att ge bra blomning.
Förökas med stamsticklingar, avläggning eller med frön.